# Kleinförstchen
Kleinförstchen, obersorbisch Mała Boršćⓘ, ist ein Dorf im Zentrum des Oberlausitzer Landkreises Bautzen. Es gehört seit 1974 zur Gemeinde Göda und liegt im Oberlausitzer Gefilde 213 m über dem Meeresspiegel westlich von Bautzen. Bis 1974 war es eine eigenständige Gemeinde mit Siebitz, Preske und Dreistern als Ortsteilen. Seit 1934 gehörte auch Oberförstchen zur Gemeinde. 
Nachbarorte sind Neubloaschütz und Dreistern im Norden, Oberförstchen im Nordosten, Siebitz im Süden und Preske im Nordwesten.

## Geschichte
Die erste urkundliche Erwähnung als Parvum Forschin (parvum = „klein“) stammt aus dem Jahr 1374 oder 1382. Mindestens seit dem 15. Jahrhundert war das Dorf auch Herrensitz.
Im Jahre 1884 hatte der Ort nach der Statistik von Arnošt Muka 135 Einwohner, darunter 115 Sorben (85 %).
An der Straße nach Preske erinnert ein schlichter Gedenkstein an den Volksdichter Pětr Młónk, der an dieser Stelle im Februar 1887 einen Schlaganfall erlitt und verstarb.

## Persönlichkeiten
- Jan Hejna (1816–91) – Anführer des lokalen Bauernaufstandes 1848/49, Volksdichter

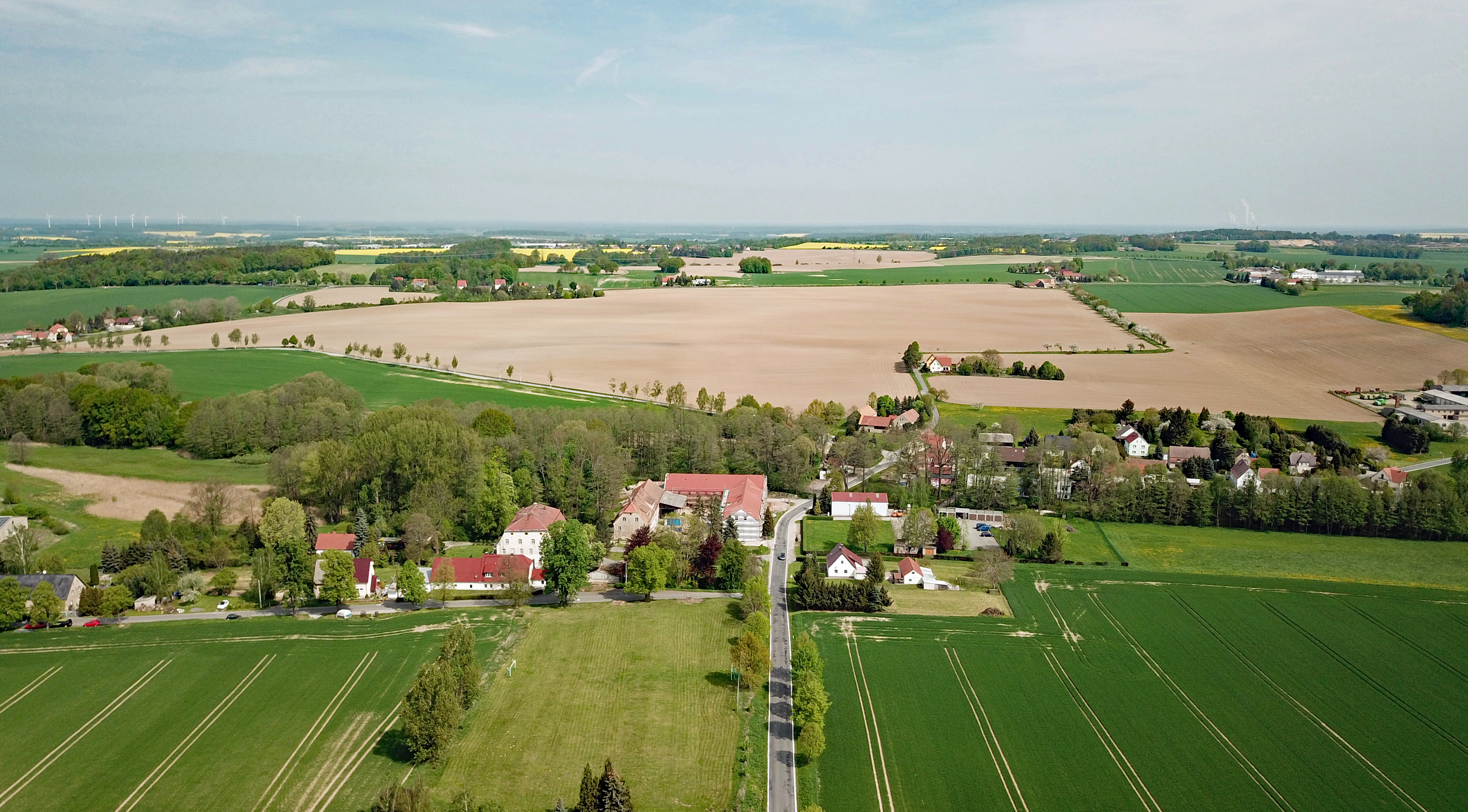
Luftbild von Kleinförstchen